# قتلى دموع الطريق السريع

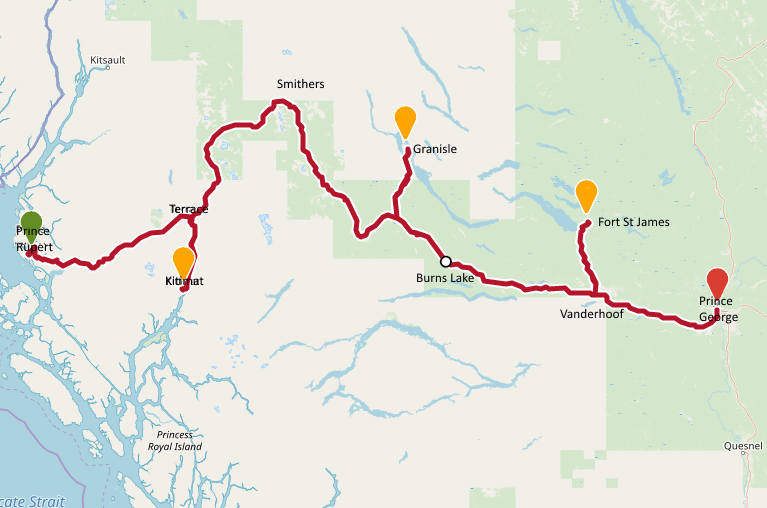

قتلى دموع الطريق السريع (بالإنجليزية: Highway of Tears murders) هي عبارة عن سلسة جرائم قتل غير محلولة واختفاء لشابات على طول الطريق السريع 16، بين برينس جورج وبرينس روبيرت في كولومبيا البريطانية، كندا من العام 1969 حتى العام 2011  هذه المنطقة تفتقر إلى المواصلات العامة لتجبر العائشين فيها لطلب توصيلة من المارين بالسيارات. أصدرت الشرطة عدداً لضحايا الطريق السريع 16 بـ19، ولكن منظمات محلية قدرت عدد الضحايا بين الأربعين لأنهم شملوا عدد النساء المختفيات على هذا الطريق السريع، ثلاثة عشر من أصل الثمانية عشر كانوا مراهقين بينما عشرة من التسعة عشر كانوا نساءً من السكان المحليين

## الضحايا
| رقم. | الاسم              | العمر     | المصير    | أخر موقع       | السنة         | ملاحظات |
| ---- | ------------------ | --------- | --------- | -------------- | ------------- | --- |
| 1    | غلوريا مودي        | 26        | جريمة قتل | ويليامز ليك    | 1969          | شوهدت للمرة الأخيرة في 25 أكتوبر، تخرج من حانة في ويليامز لايك. وجدت جثتها في الغابة في مزرعة للماشية بعد 10 كيلومتر |
| 2    | ميشلين باري        | 18        | جريمة قتل | هوندنز هوب     | 1970          | شوهدت للمرة الأخيرة في الطريق السريع التاسع والعشرون في بوابات مزرعة تومبكينس الواقعة على طريق فورد في جون أند هيدسونز هوب. امرئتان اعطيتهما توصيله انزلوهما هناك |
| 3    | غيل وايس           | 19        | جريمة قتل | كلير واتر      | 1973 (أكتوبر) | اختفت بينما كانت تطلب توصيله من كلير واتر إلى كاملوبس. وجدت جثتها في مصرف ماء في الطريق السريع الخامس جنوب كلير واتر. بوبي جاك فاولر هو المشتبه به الرئيسي |
| 4    | باميلا دارلينجتون  | 19        | جريمة قتل | كاملوبس        | 1973 (نوفمبر) | اختفت من كاملوبس بينما كانت تطلب توصيله لحانة محلية. وجدت جثتها في اليوم التالي بوبي جاك فاولر المشتبه به الرئيسي |
| 5    | مونيكا إجنس        | 14        | جريمة قتل | ثورنهيل        | 1974 (ديسمبر) | يتوقع بأنها كانت تذهب إلى المنزل من المدرسة عندما شوهدت للمرة الأخيرة في 13 ديسمبر 1974 في ثورنهيل. وجد جسدها في 6 أبريل 1975، لقد ماتت مخنوقة. |
| 6    | كولين ماك ميلين    | 16        | جريمة قتل | 100 مايل هاوس  | 1974 (أغسطس)  | وجدت للمرة الأخيرة تغادر منزلها في لاك لا هيش لتطلب توصيله لمنزل صديق قريب.تحليل الحمض النووي للمشتبه به بوبي جاك فاولر وجد على جثتها في عام 2012. Susp. |
| 7    | مونيكا جاك         | 12        | جريمة قتل | ميريت          | 1978          | لمدة 17 عاماً مصيرها كان مجهول; في عام 1995 عمال التحريج وجدو بقايا هيكل عظمي بشري في طريق غابي، في جبل سواكام. على بعد 20 كيلومتر عن مكان دراجتها . سجلات الأسنان وتحليل الحمض النووي أكد هويتها. في ديسمبر 2014 مغتصب متسلسل يدعى جاري تايلور أدين بجريمة قتل مونيكا جاك وفتاة ذات 11 عاماً تدعى كاثرين ماري والتي هي أيضاً ضحية طريق الدموع. قالت الشرطة بأنه مشتبه به سابق لكن لا يوجد أدلة كافية لإدانته. عندما تم القبض عليه في ديسمبر 2014 كانت تقدم في الفحوص للحمض النووي ينسب إليه، ولكن تفاصيل معينه لم تصدر بعد |
| 8    | مورين موزي         | 33        | جريمة قتل | كاملوبس        | 1981          | يعتقد أنها كانت تطلب توصيلة من سلمون أرم إلى كاملوبس. لقد شوهدت لأخر مرة في 8 مايو 1981. جثتها وجدت في اليوم اللاحق بواسطة امرأة كانت تمشي كلبها على طول طريق ترانس-كندا السريع حوالي 16 كيلومتر شرق كاملوبس. لقد ضربت عدة مرات |
| 9    | شالي-آن باسكو      | 16        | مفقودة    | هينتون، ألبرتا | 1983          | بعد عدة أيام من إختفاءها، وجدت اشياءها الشخصية ومن بينها ملابس وبقع دماء تطابق دماءها بالقرب من نهر أتاباسكا. |
| 10   | ألبرتا وليامز      | 24        | جريمة قتل | برينس روبيرت   | 1989          | جثتها وجدت في 25 سبتمبر 1989، حوالي 37 كيلومتر شرق برينس روبيرت. لقد تم خنقها والإعتداء عليها جنسياً. |
| 11   | سيسيليا آن نيكال   | غير معروف | مفقودة    | سميذرز         | 1989          | اختفت في عام 1989 قبل عام من اختفاء ابن عمها دلفي نيكال. شوهدت لأخر مرة في سمذرز بالقرب من الطريق السريع 16. |
| 12   | دلفي نيكال         | 16        | مفقود     | سميذرز         | 1990          | اختفى في 13 يونيو 1990. الفتى ذو 15 أو 16 عاماً كان يطلب توصيله شرق سميذرز. |
| 13   | رامونا ويلسون      | 16        | جريمة قتل | سميذرز         | 1994          | كانت تطلب توصيله للذهاب لمنزل الأصدقاء في سميذرز، في 11 يونيو 1994. وجدت بقاياها في أبريل 1995 بالقرب من مطار سميذرز. |
| 14   | روكسان ثيارا       | 15        | جريمة قتل | بورنس ليك      | 1994          | فقدت في الأمير جورج في اجازة الأسبوع الطويلة في عام 1994، لقد عملت كبائعة للهوى وأخبرت صديق بأنها ذاهبه مع زبون. لقد مشت حول زاوية مبنى ولم يسمع عنها شئ من بعدها. وجدت جثتها في 17 أغسطس 1994 في الطريق السادس عشر السريع على بعد 6 كيلو متر من بورنس ليك. |
| 15   | أليشا 'ليا' جيرمين | 15        | جريمة قتل | برينس جورج     | 1994 (ديسمبر) | وجدت مقتوله في 9 ديسمبر 1994 خلف طريق مدرسة هالدي الإبتدائية خلف الطريق السادس عشر السريع. ماتت طعناً حتى الموت. |
| 16   | انا ديريك          | 19        | مفقودة    | تيراس          | 1995          | شوهدت للمرة الأخيرة في أكتوبر 1995 في محطة خدمات في ثورنهيل. |
| 17   | نيكول هور          | 25        | مفقود     | برينس جورج     | 2002          | |
| 18   | تمارا شيبمان       | 22        | مفقودة    | برينس روبيرت   | 2005          | شوهدت للمرة الأخيرة في برينس روبيرت بينما كانت تطلب توصيله في الشارع السادس عشر السريع. |
| 19   | أيله سيراك أوغر    | 14        | جريمة قتل | برينس جورج     | 2006          | وجدت جثتها بفترة قصيرة من بعد فقدها في 2 فبراير 2006. وجد سائق جثتها على مصرف مائي في الطريق السادس عشر السريع. |
| 20   | رورين دون ليزلي    | 15        | جريمة قتل | فاندرهوف       | 2010          | القاتل هو كودي ليجابوكا ذو الواحد والعشرين عاماً |
| 21   | ماديسون سكوت       | 20        | مفقود     | هوكزباك لييك   | 2011 (مايو)   | اختفت بالقرب من الطريق سئ السمعة في 28 مايو 2011 بعد حضورها حفلة. وجدت الشرطة خيمتها وشاحنتها لكن الشابة مفقودة. شوهدت لأخر مرة في الصباح الباكر في 28 مايو 2011 |